# Maggy Stein
Marguerite Marie (Maggy) Stein (Luxemburg, 13 april 1931 – Esch-sur-Alzette, 11 februari 1999) was een Luxemburgs beeldhouwer.

## Leven en werk
Maggy Stein was een dochter van Jean Pierre Stein (1892-1936), professor in de ethiek en directeur (1947-1957) van het Athénée de Luxembourg, en Witry. Ze bezocht het Lycée de Jeunes Filles (meisjeslyceum) in Luxemburg-Stad en volgde vanaf 1947 de beeldhouwklas van Lucien Wercollier aan de École d'artisans de l'État in Limpertsberg. Begin jaren 50 woonde ze met haar eerste echtgenoot Neiers in Belgisch-Congo, ze kregen drie kinderen. Terug in het groothertogdom volgde ze in 1957 weer beeldhouwlessen bij Wercollier.
Stein werd beïnvloed door de mythe en primitieve kunst en maakte organische sculpturen. Kunsthistoricus Becker over haar werk: "Ontegenzeggelijk is Maggy Stein op zoek naar vormvrijheid in de Mythe, een nieuw plastisch schrift. Dus, zal de kunstenares vormen creëren met een prachtige verticaliteit, subtiele, luchtige en elegante vluchten. Een gevoel van universaliteit en tijdloosheid gaat uit van Diane, Lilith en de weelderige Grande renversée, waarvan de kromming roept om aangeraakt te worden, wier sensualiteit ons in verwarring brengt."
Vanaf 1962 nam Stein deel aan de salons van de Cercle Artistique de Luxembourg en tentoonstellingen in binnen- en buitenland, onder andere een aantal keren met beeldhouwer Jean-Pierre Georg en schilder Roger Bertemes in de Galerie d'Art Municipale in Esch (1964, 1970 en 1977). In 1976 nam ze met dertien Luxemburgse kunstenaars, onder wie Bertemes, Georg, Wercollier, Ben Heyart, Charles Kohl en Joseph Probst, deel aan de eerste Salon d'art contemporain in het Grand Palais in Parijs. Twee jaar later werd ze benoemd tot ridder in de Orde van Verdienste.
In 1980 hertrouwde ze met Jean-Pierre Georg (1926-2004), net als zij een oud-leerling van Wercollier. Het paar vestigde zich in Fennange, waar ze beiden een werkplaats hadden in een gerestaureerde boerderij. In 1981 hadden ze een duo-expositie in Galerie Kutter, In 1995 maakten Stein en Georg elk twee marmeren beelden die in permanente bruikleen werden gegeven aan het Hof van Justitie van de Europese Unie.
Stein overleed in 1999, op 67-jarige leeftijd. Een jaar later besloot de gemeente Bettembourg de kunstgalerie in Slot Bettembourg naar haar te vernoemen.

## Enkele werken
- 1972: messing reliëfdeuren voor de Christus-Verlosserkerk in Bridel.
- 1979: Le grande Isis of Prometheus/Lilith, aan de achterzijde van de kathedraal van Luxemburg, Boulevard Roosevelt, Luxemburg-Stad.[12]
- 1995: Dédale en Icare, twee marmeren sculpturen voor het Europees Hof van Justitie.
- sculptuur in het park van Maison de Soins in Bettembourg.
- beeldhouwwerk aan de voordeur van de hervormde kerk in Esch-sur-Alzette

## Fotogalerij

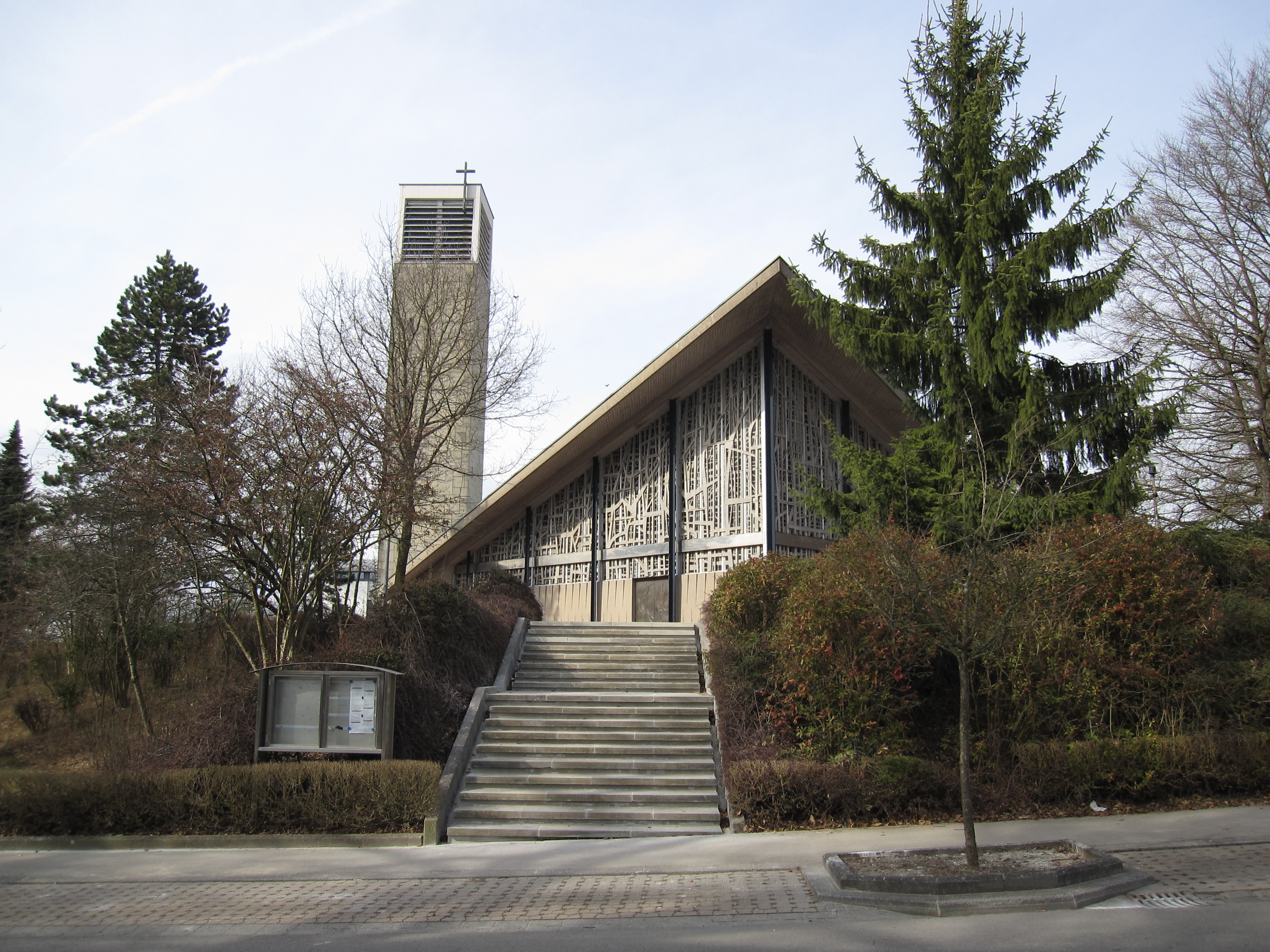
reliëfdeuren (1972), Bridel
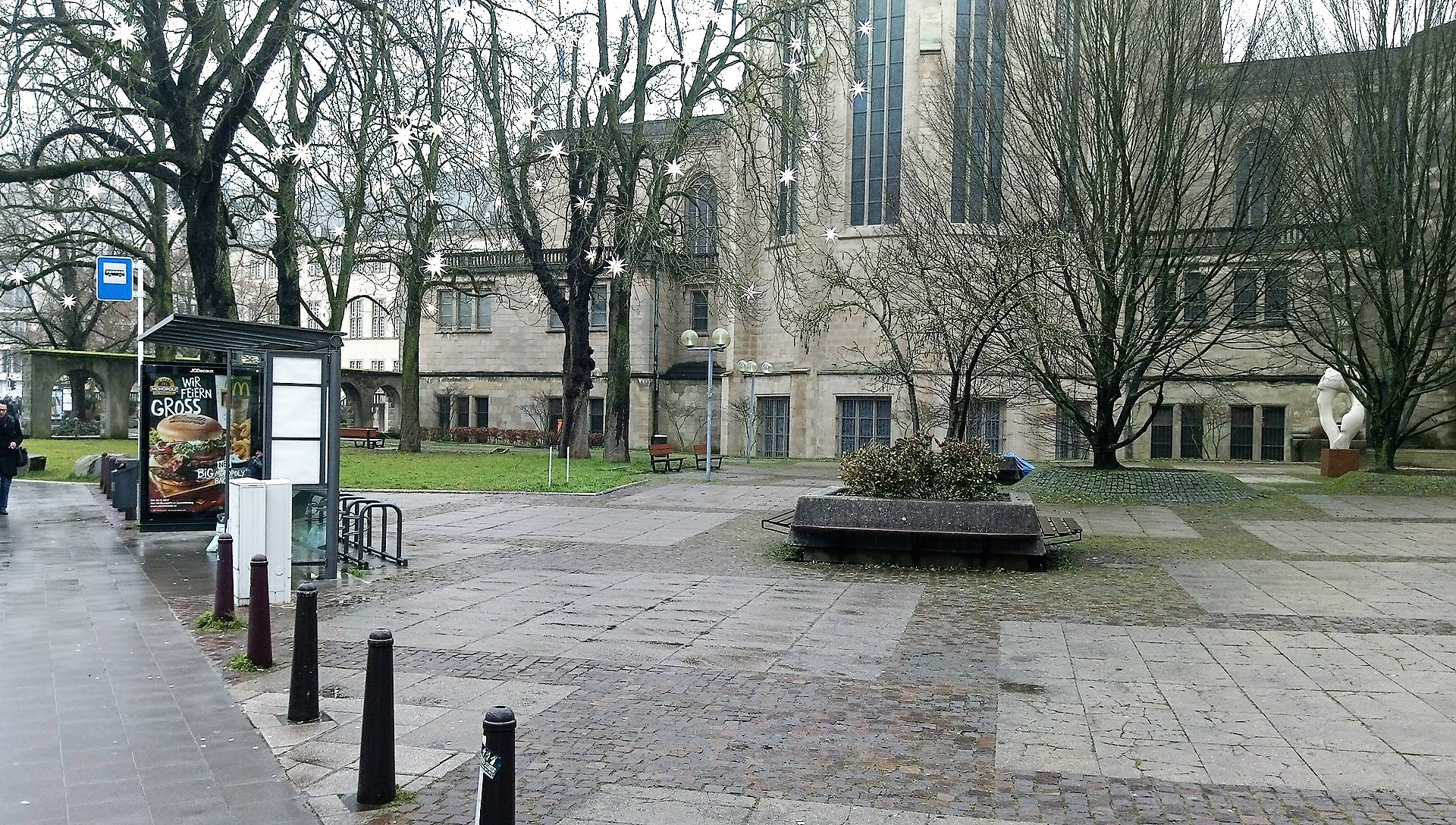
Le grande Isis (1979), Luxemburg-Stad